# Shayne Michael
Pour les articles homonymes, voir Michael.
Shayne Michael, né en 1991, est un poète d’origine wolastoqiyik de la Première Nation Malécite du Madawaska.

## Biographie
Né en 1991, Shayne Michael est originaire du nord-ouest du Nouveau-Brunswick. Il est d’origine wolastoqiyik, de la nation Malécite du Madawaska, et est également acadien,.
Il commence son parcours scolaire en étudiant le théâtre à l’Université d’Ottawa et poursuit pendant deux ans en art dramatique à l’Université de Moncton. Il obtient également un baccalauréat de l’Université Laval en mise en scène. Parallèlement à ses études, l’artiste s’intéresse aussi à la danse.
Il est passionné par différentes disciplines et ses performances mélangent danse et théâtre. En 2014, il est d’ailleurs reçu au Centre des arts de la Petite église d'Edmundston afin de donner un atelier sur les particularités multidisciplinaires de sa pratique,. Il participe également à l’événement «les P’tites nuits de la poésie» en 2021, des soirées de lectures poétiques en ligne.
C’est plus tard qu'il se tourne finalement vers l’écriture «pour faire connaître ses cultures autochtones et les valoriser». Son premier recueil de poésie, Fif et sauvage, aborde la triple identité acadienne, queer et autochtone de son auteur. Les mots employés dans le titre de l’oeuvre renvoient à l’intimidation dont le poète était victime à l’école secondaire,. Son recueil, ancré dans la réalité autochtone, propose une réappropriation « de sujets stéréotypés et de termes péjoratifs» dans le but de lancer «des questionnements sur ce que signifie l’identité; la conscience d’un moi par rapport aux autres et au monde».
Portant sa triple identité de poète queer, autochtone et acadien, il affirme que «C’est risqué d’être: autochtone, homosexuel, soi et imprévisible, le monde n’est pas assez grand pour t’aimer sans te faire mal!»  En mettant en évidence la discrimination à son endroit, il ne veut pas provoquer mais il désire amener une nouvelle réflexion .
En 2021, il remporte le prix Voix Autochtones dans la catégorie poésie publiée en français pour son œuvre.
Shayne Michael participe au Salon du livre francophone de Dartmouth en octobre 2022, il y présente son livre devant le public et participe aux séances de dédicaces   . 

## Œuvre
- Nos racines / Our Roots, Hannenorak, 2023 (ISBN 9782925118183)

### Poésie
- Fif et sauvage, Moncton, Éditions Perce-Neige, 2020, 71 p. (ISBN 9782896913961)

## Prix et honneurs
- 2021: lauréat du prix Voix Autochtones (en) (Indigenous Voices Awards), catégorie poésie publiée en français, pour Fif et sauvage[10]